# Misure straordinarie
Misure straordinarie (Extraordinary Measures) è un film del 2010 diretto da Tom Vaughan e interpretato da Harrison Ford, Brendan Fraser e Keri Russell. Il film si basa su un articolo pubblicato da The Wall Street Journal e sul successivo libro The Cure scritto da Geeta Anand.

## Trama
Un uomo di origini modeste, John Crowley, lanciato nella sua carriera, anche grazie all'incoraggiamento della bella moglie Aileen, decide di mollare tutto quando a Megan e Patrick, i due figli più piccoli, viene diagnosticata una malattia incurabile: la malattia di Pompe. Spalleggiato da Aileen, sfruttando tutta la sua determinazione e le sue capacità, Crowley scopre l’esistenza di un brillante, ma sottovalutato, ricercatore, un glicobiologo anticonformista, il dottor Robert Stonehill. Insieme, e grazie anche a una raccolta fondi che coinvolge parenti e genitori di malati di Pompe, danno vita a un'azienda bio-tecnologica con l'obiettivo di sviluppare una medicina salva-vita. Uno spinto dal desiderio di mettere alla prova sé stesso e le proprie teorie, l'altro dalla possibilità di salvare i propri figli. I due uomini, passando anche attraverso alcuni contrasti, sviluppano un rispetto reciproco nella lotta contro il tempo ma anche contro gli interessi delle case farmaceutiche e del sistema sanitario.

## Promozione
(Tagline del film)

## Distribuzione
Il film è uscito Negli Stati Uniti il 22 gennaio 2010. In Italia è uscito il 23 aprile 2010, distribuito da Sony Pictures.
In occasione dell'uscita nelle sale cinematografiche italiane, Telethon ha organizzato un'anteprima del film il 12, 13 e 14 aprile rispettivamente a Milano, Torino e Roma per sensibilizzare il pubblico sulla malattia di Pompe, la patologia di cui si parla nel film.